# جرج و ای.جی.
جرج و ای.جی. (انگلیسی: George & A.J.) یک فیلم به کارگردانی جاش کولی است که در سال ۲۰۰۹ منتشر شد. از بازیگران آن می‌توان به استیو پورسل و باب پیترسون اشاره کرد.